# Malerkotla
Malerkotla o Maler Kotla (panjabi: ਮਲੇਰਕੋਟਲਾ, مالیرکوٹلہ; hindi: मलेरकोटला) és una ciutat i municipalitat del districte de Sangrur al Panjab, a 30° 32′ N, 75° 59′ E / 30.533°N,75.983°E a uns 50 km al sud de Ludhiana amb una població de 21.122 habitants el 1901 (20.601 el 1881) i de 106.802 el 2001.
La ciutat vella estava dividida en dues parts: Maler i Kotla unides per la construcció de l'anomenat Moti Bazar. Maler fou fundada per Sadr al-Din, fundador de l'estat de Maler Kotla, el 1466, i Kotla per Bayazid Khan el 1656. La residència dels sobirans amb un gran diwan khana (casa de govern) a Kotla, i el mausoleu de Sadr al-Din, a Maler, són les principals edificacions. El quarters militars que van existir durant el període britànic estaven fora de la ciutat. La municipalitat es va crear el 1905. A la partició el 1947 les bones relacions entre sikhs i musulmans que existien aleshores, van fer que no es produís cap incident, cosa excepcional a l'Índia Britànica.